# NGC 4341
NGC 4341 (również IC 3260, PGC 40280 lub UGC 7472) – galaktyka soczewkowata (SB0), znajdująca się w gwiazdozbiorze Panny. Odkrył ją William Herschel 13 kwietnia 1784 roku. Należy do Gromady w Pannie.